# Joost Klein
Joost Klein, noto semplicemente come Joost e, in passato, come EenhoornJoost (Leeuwarden, 10 novembre 1997), è un rapper, scrittore ed ex youtuber olandese.
Ha rappresentato i Paesi Bassi all'Eurovision Song Contest 2024 con la canzone Europapa; tuttavia, dopo la qualificazione dalla semifinale, è stato squalificato dalla partecipazione alla serata finale dopo esser stato accusato di aver rivolto minacce ad un membro del team di produzione del concorso.

## Biografia
Nato a Leeuwarden, si trasferisce con la famiglia nel comune frisone di Britsum. Nel 2008 apre un canale sulla piattaforma YouTube chiamato EenhoornJoost, pubblicando video di genere sketch e mini-documentari.
A dodici anni perde il padre a causa di un tumore, e nell'anno successivo anche la madre a causa di un arresto cardiaco. Questa perdita lo segnerà per il resto della sua carriera ed è un tema ricorrente nelle sue canzoni.
Nel 2016 ha caricato sul suo canale il suo primo singolo discografico dal titolo Bitches, che ha raggiunto il milione di visualizzazioni sulla piattaforma. Nel 2017 firma un contratto discografico con l'etichetta Made, facente parte del gruppo della TopNotch, con cui ha pubblicato i primi tre album discografici Dakloos, Scandinavian Boy e M van Marketing (con Donald Ellerström), quest'ultimi hanno raggiunto rispettivamente la 12ª e la 10ª posizione della classifica album olandese.

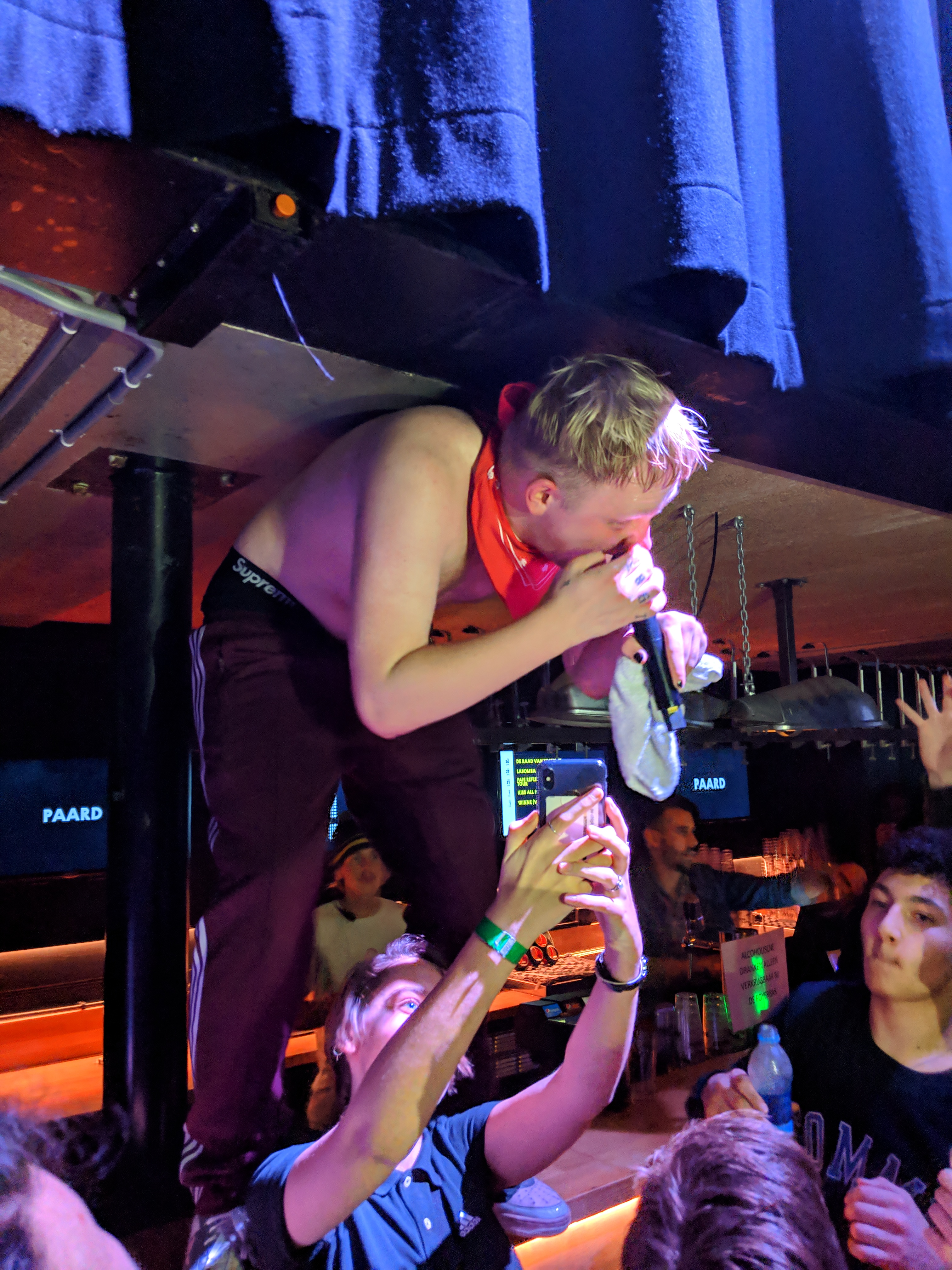
Joost Klein mentre si esibisce nel 2019

Nel 2019 fonda la propria etichetta discografica, la Albino Sports, con cui ha pubblicato l'album Albino, ispirato da una raccolta di poesie scritte dallo stesso artista in onore del padre scomparso. L'album raggiunge la 5ª posizione nella classifica olandese e viene promosso attraverso la tournée Het gaat niet zo goed. Per la successiva stagione estiva Joost Klein prende parte ai principali festival musicali della zona Benelux tra cui il Pukkelpop, il Pinkpop, il Lowlands e lo Zwarte Cross. Il 15 novembre 2019 ha pubblicato l'album 1983, il cui titolo si riferisce all'anno di nascita del fratello maggiore di Klein. L'anno successivo è la volta di Joost Klein 7, composto da sette tracce tra cui una collaborazione con il rapper canadese Bbno$ e una versione remix del singolo Ik wil je del gruppo musicale fiammingo De Kreuners.

L'11 dicembre 2023 è stato annunciato che l'emittente televisiva olandese AVROTROS l'ha selezionato internamente per rappresentare i Paesi Bassi all'Eurovision Song Contest 2024 a Malmö. Il suo brano eurovisivo, Europapa, è stato presentato il 29 febbraio 2024 ed è stato un gran successo commerciale sin dalla sue prime ore di pubblicazione, esordendo direttamente in vetta alla Dutch Charts e alla Ultratop fiamminga.

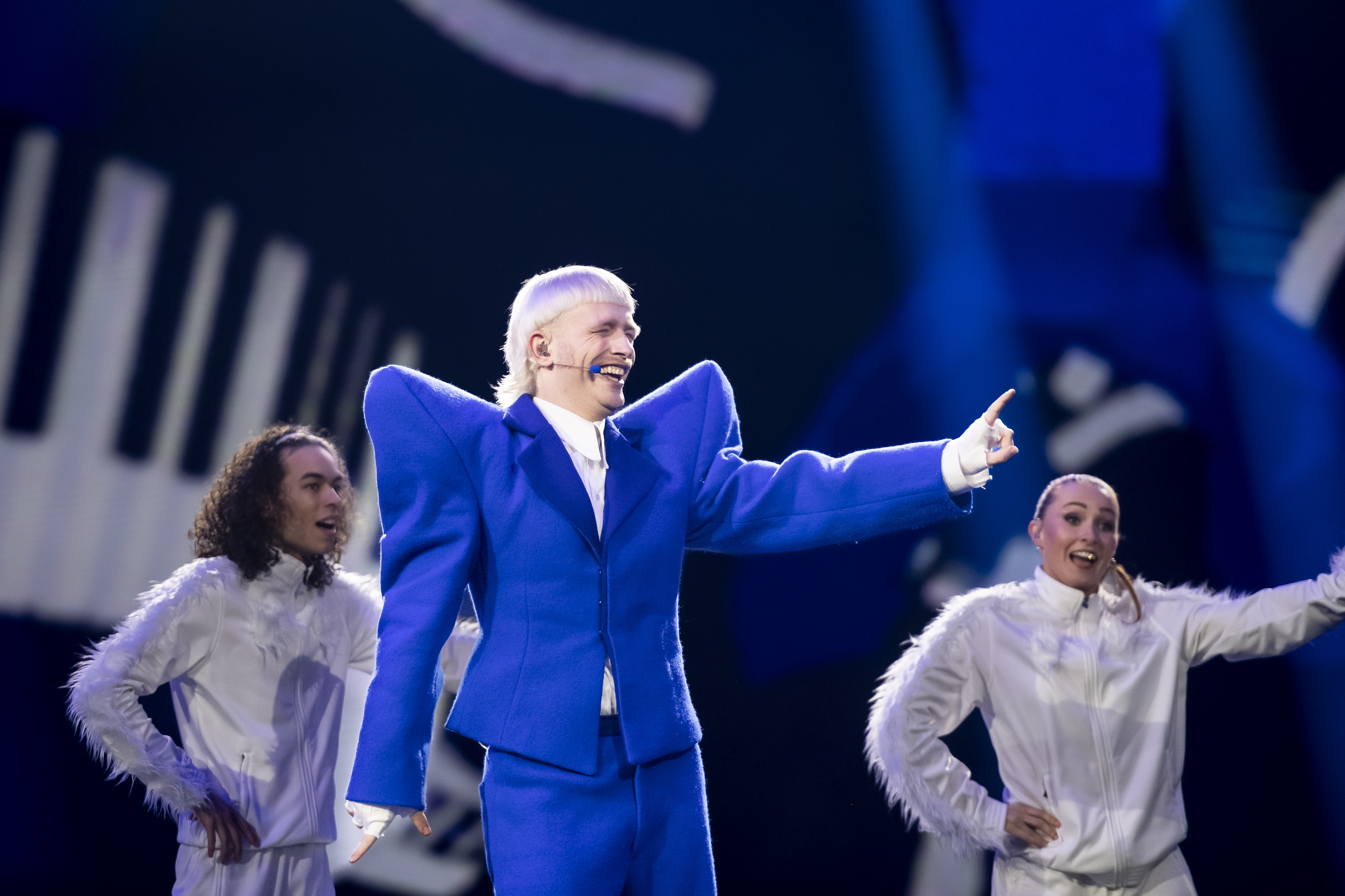
Joost Klein durante la seconda semifinale dell'Eurovision Song Contest, 9 maggio 2024.

Nel maggio successivo, Joost Klein ha conquistato l'accesso alla finale confermando i favori del pronostici; tuttavia, dopo che non gli è stato permesso di prendere parte alle successive prove generali fino a nuovo ordine, l'11 maggio 2024 l'UER ha squalificato l'artista dalla competizione per comportamento non appropriato nei confronti di una dipendente facente parte del team di produzione del concorso. In base a quanto dichiarato dall'ufficio stampa della AVROTROS, la squalifica è arrivata perché Klein, dopo aver ripetutamente chiesto di non essere ripreso mentre rientrava nei camerini, si sarebbe avvicinato minacciosamente all'operatrice di ripresa senza però aggredirla fisicamente. Il cantante è stato successivamente prosciolto da ogni accusa, poiché secondo le indagini delle autorità svedesi, il gesto nei confronti dell'operatrice non era catalogabile come minaccia.
Poco dopo l'incidente eurovisivo, Joost Klein ha pubblicato il singolo Luchtballon, basato sul brano Right Here Waiting di Richard Marx, fanno seguito Fußball (1998 World Cup), in collaborazione con Appie Mussa, e The Bird Song, una primissima demo di Europapa. Si è inoltre esibito in vari festival musicali in Europa durante l'estate.
Intorno allo stesso periodo vengono pubblicati anche Trafik!, una collaborazione con l'artista finlandese Käärijä, e Filthy Dog (Schweinhund). Ha successivamente annunciato una tournée per il 2025 in Europa e in Nordamerica, dove presenterà il nono album Unity, pubblicato il 21 febbraio 2025 e il quale contiene i singoli estivi di Klein, inediti e canzoni precedentemente trapelate.
Durante tutto il periodo estivo, in particolare nei videoclip Trafik! e Schweinhund, Klein ha rilasciato indizi o possibili allusioni ad una partecipazione all'Eurovision Song Contest 2025, a lungo ritenuta possibile e portata avanti come campagna di marketing; tuttavia, dopo che l'emittente AVROTROS ha confermato la partecipazione al concorso, lo stesso Klein ha ufficialmente smentito una nuova partecipazione al concorso.
Il 5 dicembre 2024 si esibisce per la primissima volta in Italia, apparendo nel concerto a Milano dell'artista Tommy Cash, dove ha pubblicamente supportato la partecipazione di quest'ultimo all'Eurovision 2025.

## Discografia

### Album in studio
- 2016 – Dakloos
- 2017 – Scandinavian Boy
- 2018 – M van Marketing (con Donnie)
- 2019 – Albino
- 2019 – 1983
- 2020 – Joost Klein 7
- 2021 – Albino Sports, Vol. 1 (con Brunzyn)
- 2022 – Fryslân
- 2025 – Unity

### EP
- 2024 – Europapa: Greatest Hits
- 2024 – The Bird Song

### Singoli
- 2017 – Feminist on da Block
- 2018 – Meeuw (con Stefano Keizers)
- 2018 – Ome Robert
- 2018 – Parmezaan & Linkerbaan
- 2018 – Chubby
- 2018 – Glaassie Water
- 2019 – Buurman
- 2019 – Absurd
- 2019 – Midlife Crisis
- 2019 – Joost Klein 2
- 2020 – Mayo, No Fries! (con bbno$)
- 2020 – Ham?
- 2020 – Ik wil je
- 2020 – Hallo Nederland
- 2021 – Gewoon goed (con Brunzyn e Donnie)
- 2021 – Albino Sports Anthem (con Brunzyn)
- 2021 – Fok de blok
- 2021 – Papa en Mama
- 2022 – Wachtmuziek (con StuBru)
- 2022 – Florida 2009
- 2022 – Rookpauze 2 (con Vieze Asbak)
- 2023 – Normalje Bass (con Russian Village Boys)
- 2023 – Bruder + Schwester (con Gladde Paling)
- 2023 – Friesenjung (con Ski Aggu e Otto Waalkes)
- 2023 – Droom groot
- 2024 – Europapa
- 2024 – Luchtballon
- 2024 – Fußball (World Cup 1998) (con Appie Mussa)
- 2024 – The Bird Song
- 2024 – Trafik! (con Käärijä)
- 2024 – Filthy Dog
- 2025 – Why Not???
- 2025 – Boerenland (con Donnie)
- 2025 – All Inclusive Türkiye
- 2025 – Luv U More (con gli Scooter e Paul Elstak)
- 2025 – Everyday (Everyday)